# Enfrontament entre carlins i lerrouxistes de Sant Feliu de Llobregat
L'enfrontament entre carlins i lerrouxistes de Sant Feliu de Llobregat fou un conflicte urbà ocorregut el 28 de maig del 1911 en el qual van morir tres lerrouxistes, dos carlins i un vigilant municipal al voltant de l'estació de Sant Feliu de Llobregat.

## Història del succés

### Antecedents
Els carlins (també anomenats tradicionalistes o jaumins) havien organitzat un aplec a l'ermita de La Salut, durant el qual volien beneir la seva bandera brodada amb un Sagrat Cor en una missa de campanya. El 18 de maig, el diari carlista El Correo Catalán havia publicat el següent manifest en català invitant als seus simpatitzants a la festa, que anava signat pel president de la Junta Tradicionalista de Sant Feliu, Eduard de Batlle, el seu fill Joan de Batlle i altres carlins santfeliuencs i catalans:
El próxim dia els jaumistes de Sant Feliu de Llobregat, hont l'arbre sant de la Tradició hi ha tret forta brotada, beneheixen sa Bandera, que han jurat dur al combat quan l'hora soni. Y van à celebrar grans festes, coronantlas ab un «Aplech à la Salut», hont tots vos hi conviden.

Y hem d'anarhi tots els que puguem, inaugurant aixís una nova era d'acció feconda y d'activa propaganda, puig tots sabèm que ’ls partits que no adelantan un pas més en son camí, es que reculen.

Y es aquest mes de Maig un mes de remembranses patriótiques. Y ho es mès pera ’ls jaumistes en son triple caràcter de fervorosos catalans, de fondament espanyolistes, de tradicionalistes sumants com el qui mès de les venerades llibertats de les regións hispániques.

Es el Maig aniversari de grans festes y de grans succesos. Pe’l Maig de 1076 morí el gran Berenguer, comte de Barcelona. Pe’l Maig de 1093 el gran rey Alfons VI conquista la bella Lisboa unintla com estimat floró á sa reyal corona. Pe’l Maig de 1343, don Pere del Punyalet organisa la memorable esquadra y emprén la conquesta de Mallorca. Pe’l Maig de 1498 fa Colón la tercera sortida cap á América, y en Maig de 1506 mor cristianament el marí ilustre. Pe’l Maig de 1509 el gran Cisneros s'apodera de Orán, y en el de 1521 l'Emperador Carles V s'apodera de Génova, y en el de 1527 neix el gran rey Felip II, y en el de 1808 s'alsa el poble de Madrit contra ’l francés, inaugurant la gloriosa epopeya de la Independencia; y en el de 1860 entra á Madrit victoriós d'Africa el nostre brau exèrcit, y en el de 1866 la nostra Armada obté la gran victoria del Callao comandantla Méndez Núñez.

Y en mitj de tants succesos gloriosos com podém conmemorar, hi ha en el mes de Maig un succés inolvidable pera nosaltres els tradicionalistes: en Maig de 1853 morí el genial Donoso Cortès, honra nostra y de tota la Espanya católich tradicionalista...

Anemhi tots, bons jaumistes, al Aplech de la Salut, de San Feliu de Llobregat. S'acostan pera Espanya dias de prova, y vents de tempesta remoreijen sobre ’l cel de nostra patria.

Contemnos, estrenyém nostres cors ab la llasada del amor patri, y surti de nostres pits el crit sant de ¡Visca Espanya!

Barcelona 16 de Maig de 1911

Eduardo de Batlle, Francesch Encalado, Bartomeu Trias, Francesch Martí, Octavi Domenech, Joan Sans, Joan M.ª Roma, Antoni Cendrós, Vicens Carbó, Damiá Cussó, Melcior Ferrer, Joaquim Prats, Joseph Misser, Carlos Martí, Baudili Martí, Martí Gibernau y Joan de Batlle.

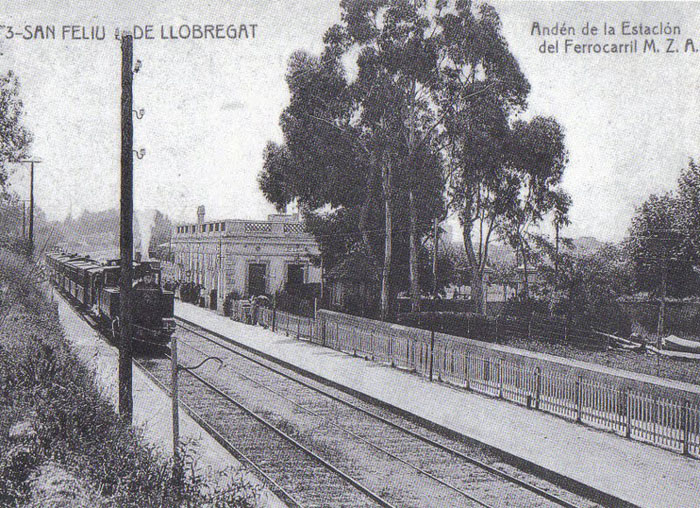
Estació de Sant feliu de Llobregat al començament del.

Després de l'aplec, s'havia convocat un míting com a part de la campanya pro moralitat i contra l'anticlericalisme que realitzaven els carlins.
Quan els militants del Partit Republicà Radical d'Alejandro Lerroux es van assabentar de la festa, van preparar un altre míting a Sant Feliu en el seu estatge social «La Varia», situat a la carretera (avui carrer de Laureà Miró) núm. 244.
Segons el diari carlí El Correo Español, el dia d'abans el diari republicà radical El Progreso havia escrit:
| « | Todas las violencias han de parecernos pocas cuando de combatir al carlismo se trate... Hay que responder de un modo decisivo á la campaña [en favor de la moralidad] para impedir que nos gobierne D. Dalmacio. Con el carlismo no se discute. Se le persigue, se le caza como animal dañino que invade nuestra sociedad. (...) Nuestros amigos irán también esta tarde á San Feliú de Llobregat para que no quede desamparada la bandera de la libertad, que en mal trance pusieron los que al crear la Solidaridad dieron vida al carlismo que estaba muerto. Allí iremos los radicales, acabando de una vez con la campaña carlista ú obligando á que no se oculte bajo pretextos, sino con el exclusivo objeto que tiene de someternos á los liberales. Como siempre, queremos constituir la avanzada del ejército progresivo. | » |

Malgrat els carlins van canviar la data de la celebració de l'aplec per tal de no trobar-se amb els radicals, els lerrouxistes la van canviar també cercant la coincidència. A les pagines de El Correo Catalán (per part dels carlins) i d'El Progreso (pels radicals) cada partit propagava el seu acte amb termes amenaçadors. Per tal d'assegurar-ne l'ordre públic, Joan Miró, alcalde accidental de Sant Feliu, i el governador Manuel Portela Valladares, van trametre forces extraordinàries de 50 guàrdies civils d'a peu i d'a cavall. No obstant, es dubta de les bones intencions de Portela Valladares per haver permès tots dos actes el mateix dia en una població petita com era Sant Feliu de Llobregat.

### L'enfrontament

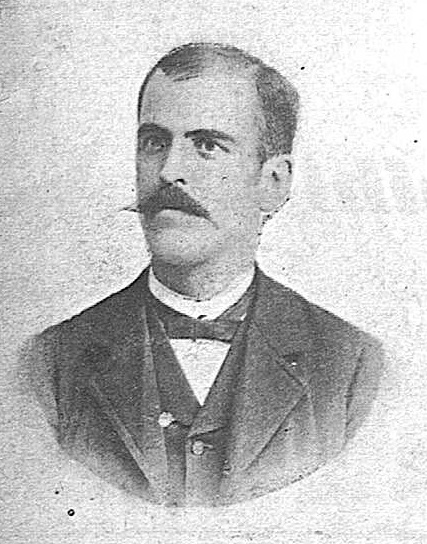
Hilario Aldea Osés, jaumista assassinat pels radicals a l'estació de Sant Feliu.

A primeres hores del matí del 28 de maig van arribar els carlins forasters, que es concentraren al Círcol Tradicionalista situat al carrer de Masovernou (avui Joan Maragall), i d'allí van anar a l'ermita de La Salut. Poc després de les quatre de la tarda, quan els carlins ja havien tornat de La Salut, arribaven els lerrouxistes.
Els dos mítings havien de començar a la mateixa hora, les cinc de la tarda, per ordre governativa. El dels tradicionalistes era al pati de cal Forneret (ocupat actualment pel carrer de Joan Batllori) on havien bastit un entarimat per a tribuna dels oradors. L'acte dels radicals era en el seu propi local social a la carretera. Els organitzadors havien estat comminats a acomodar els visitants en trens que sortissin en hores diferents. Segons l'historiador santfeliuenc Llorenç Sans, es van reunir prop de 500 tradicionalistes i una mica menys de 300 radicals.
Quan va acabar l'acte de «La Varia», els radicals van anar cap a l'estació, custodiats per alguns guàrdies civils. El míting de cal Forneret encara continuava. Havien parlat tres oradors i feia ús de la paraula Miquel Junyent, director de El Correo Catalán, però encara havia de concloure l'acte el diputat a Corts Dalmacio Iglesias.
Els carlins de Granollers van haver de sortir abans d'hora per a agafar el tren que anava a la seva població. Segons Dalmacio Iglesias, un grup d'uns quinze o vint carlins havia sortit a acomiadar-los i tornava una altra vegada al míting, però es van trobar amb la massa dels radicals. El conflicte va esclatar quan els radicals van agredir un nen carlista de catorze anys i li van treure la boina que duia al cap.

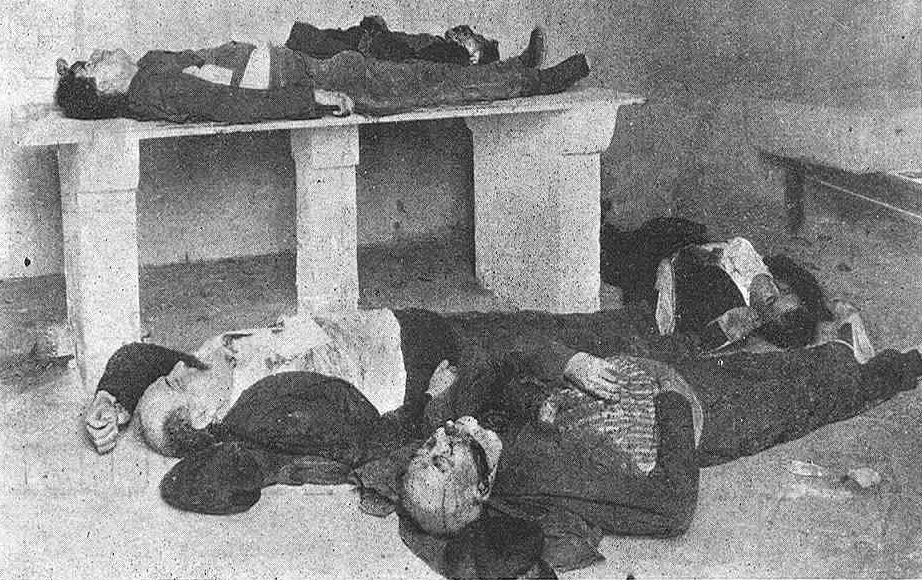
Els morts a conseqüència de l'enfrontament.

Per a protegir la sortida dels carlins que havien assistit al míting, les seccions del batalló de la Joventut Tradicionalista de Barcelona, conegut com el Requeté, s'havien col·locat estratègicament sobre l'avinguda que conduïa a l'estació.
El xoc es produí en tombar els radicals la cantonada de la Unió Coral. Els radicals van sortir en tromba, però els carlins els van contenir. Va obrir el foc la secció carlina manada per Alejandro Goberna, i s'inicià un intens tiroteig entre els dos grups. Durant un quart d'hora es dispararen més de 500 trets. Iglesias va afirmar que els radicals també havien atacat els carlins que es trobaven al míting i el reporter del diari La Prensa va dir que les persones congregades al pati de cal Forneret van rebre trets, tot i que en el pati no va ser ferit ningú.
Segons Melcior Ferrer, els guàrdies civils tenien ordre de no fer res mentre els carlins fossin atacats. L'abanderat dels radicals va rebre un tret a la front i va caure a terra amb la seva bandera, la qual cosa va provocar la fugida en desbandada dels radicals. Els guàrdies van intervindre aleshores en defensa dels republicans, obrint-se pas els d'a cavall sabre en mà i els d'a peu apuntant amb el fusell, aconseguint matar un jaumí. El cornetí del Requetè va tocar alto el foc i els guàrdies, que no sabien qui ho havia tocat, van deixar de disparar i va acabar la contesa.
Però els republicans que havien fugit encara van atacar els jaumins que es trobaven ja a l'estació. Un obrer tradicionalista, Hilario Aldea, cridava «visca el rei!» i malgrat trobar-se indefens, va ser assassinat pels radicals. Segons Dalmacio Iglesias, Aldea havia dit a un guàrdia civil «¡Duro con los radicales!» i, tot seguit, va ser agafat per dos lerrouxistes i un d'ells li va clavar un punyal a les entranyes.
En total van morir tres radicals, dos carlins i el vigilant municipal Jaume Major Remisa. També s'assistiren almenys disset ferits sis d'ells greus. Entre els ferits s'hi trobà un guàrdia anomenat Antonio Olivan.

### Després de l'enfrontament
Els periòdics d'un i altre partit explicaren els esdevemments cadascú a la seva manera, acusant-se mútuament i queixant-se tots, amb duresa, de l'actuació de la negligència de l'autoritat per evitar la desgràcia.

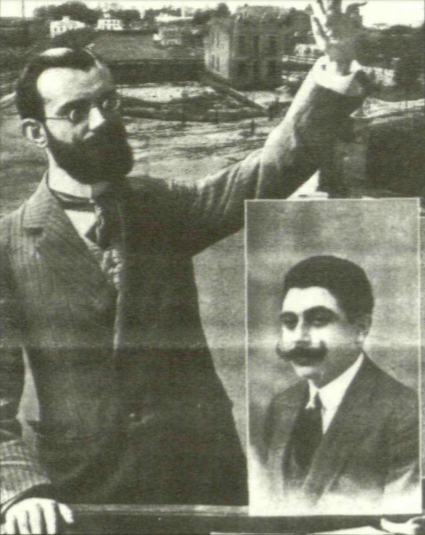
Dalmacio Iglesias fou responsabilitzat de les morts pels radicals.

A conseqüència d'aquests fets, ingressaren a la presó Eduard de Batlle, president de la Junta Tradicionalista del Districte, el seu fill Joan, i Francisco Encalado, president del Círcol Carlí de Sant Feliu. Altres detencions afectaren a socis del Casino i membres de les Joventuts Republicanes Radicals.
Aquests successos van motivar una interpel·lació en el Congrés dels Diputats a Madrid. Laurea Miró, representant del districte de Sant Feliu, de filiació republicana-federal, va pronunciar un discurs, en el qual digué: 
| « | ...por culpa de esas violencias de lenguaje repetidas y continuadas, por esas propagandas que unas veces se hacen en nombre de la libertad y yo digo que en ninguna manera favorecen la libertad, y, otras en nombre del orden y no producen más que el desorden... | » |

Per la seva banda, Dalmacio Iglesias, que va participar en els incidents i era diputat per Girona, va defensar al Congrés els tradicionalistes de les acusacions que se'ls hi feien, i va dir:
| « | ...la sangre derramada exige al menos una reparación de parte de la autoridad. Esa sangre derramada lo ha sido —y esto no creo que nadie lo niegue— por ineptitud de la autoridad, porque si no se hubiera permitido el meeting, insisto en ello, ó si después de autorizado se hubiesen adoptado las debidas precauciones, esa sangre no se hubiera derramado... | » |

Segons l'historiador tradicionalista Melcior Ferrer, els successos de Sant Feliu van demostrar que «ni amb la protecció dels governadors els radicals podien mesurar-se amb la bravura i decisió dels carlins» i des de llavors els lerrouxistes haurien deixat d'atacar els jaumistes.

## Galeria d'imatges

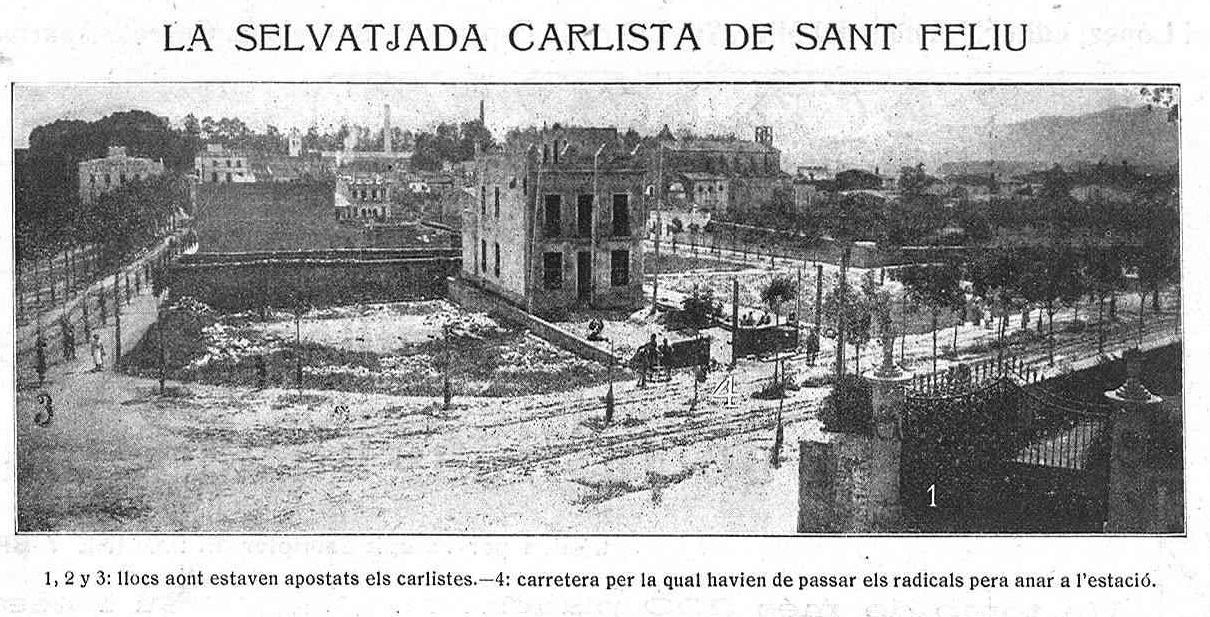
L'Esquella de la Torratxa va qualificar els fets com la "selvatjada carlista de Sant Feliu".
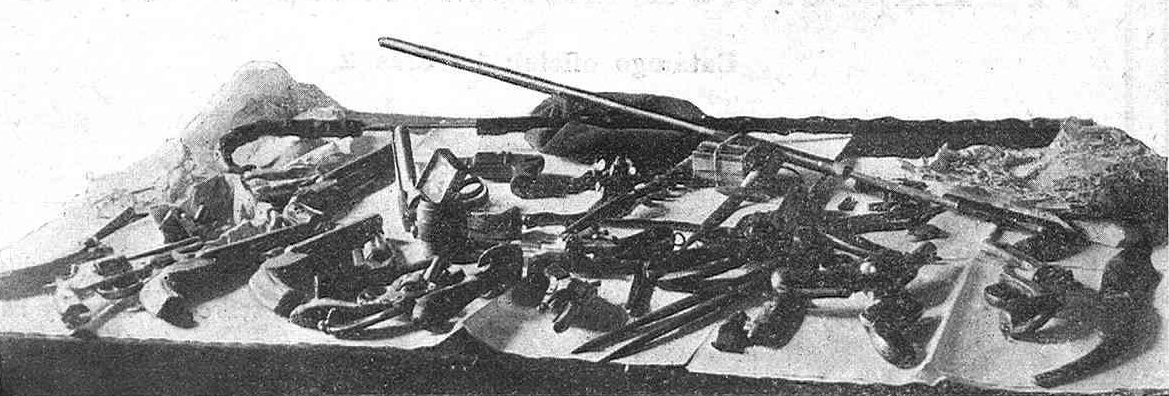
Arreplec d'armes recollides en el lloc de l'enfrontament.